# Milan Krajniak
Milan Krajniak (ur. 30 stycznia 1973 w Bojnicach) – słowacki polityk i publicysta, poseł do Rady Narodowej, w latach 2020–2021 i 2021–2023 minister pracy, spraw społecznych i rodziny.

## Życiorys
Studiował politologię na Uniwersytecie Świętych Cyryla i Metodego w Trnawie. Od 1994 zawodowo związany z branżą marketingową i PR. W latach 1995–1997 był przewodniczącym organizacji młodzieżowej Občiansko-demokratická mládež. W latach 2003–2006 wchodził w skład zarządu Funduszu Majątku Narodowego. Od 2010 do 2012 pełnił funkcję doradcy ministra spraw wewnętrznych Daniela Lipšica, zajmując się m.in. przestępczością wśród Romów.
W 2013 zaczął prowadzić kawiarnię w Bratysławie. Zajął się również działalnością publicystyczną, wydawał internetowy dziennik „Konzervatívny výber”, opublikował także kilka książek (m.in. Banda zlodejov: šokujúca pravda o oligarchoch a politikoch Slovenska w 2015).
W wyborach w 2016 z ramienia ugrupowania Jesteśmy Rodziną uzyskał mandat posła do Rady Narodowej. W 2018 został kandydatem tej partii w wyborach prezydenckich w 2019. W sierpniu 2018 zadeklarował zebranie wymaganych 15 tysięcy podpisów do rejestracji swojej kandydatury. W marcu 2019 w pierwszej turze głosowania otrzymał 2,8% głosów (7. miejsce). W 2020 z powodzeniem ubiegał się natomiast o poselską reelekcję.
W marcu 2020 został ministrem pracy, spraw społecznych i rodziny w nowo powołanym rządzie Igora Matoviča. W marcu 2021 złożył rezygnację z zajmowanego stanowiska, kończąc urzędowanie w tym samym miesiącu. Powrócił na to stanowisko w kwietniu 2021, wchodząc w skład gabinetu Eduarda Hegera. Urząd ministra sprawował do maja 2023. Opuścił później formację Jesteśmy Rodziną, związał się partią Kresťanská únia; w 2024 objął funkcję jej przewodniczącego.